# Wszystkie pieniądze świata (film)
Wszystkie pieniądze świata (ang. All the Money in the World) – amerykański film kryminalny z 2017 roku w reżyserii Ridleya Scotta. Scenariusz filmu napisał David Scarpa, opierając go na podstawie książki Johna Pearsona Painfully Rich: The Outrageous Fortunes and Misfortunes of the Heirs of J. Paul Getty. W rolach głównych wystąpili Michelle Williams, Christopher Plummer, Mark Wahlberg i Romain Duris.

## Opis fabuły
W 1973 roku, nastoletni wnuk miliardera, J. Paul Getty'ego, zostaje porwany przez włoską 'Ndranghetę. Mimo starań matki chłopaka, ekscentryczny bogacz nie chce zapłacić bardzo wysokiego okupu. Porywacze obniżają żądaną kwotę, lecz obcinają swej ofierze ucho.

## Obsada

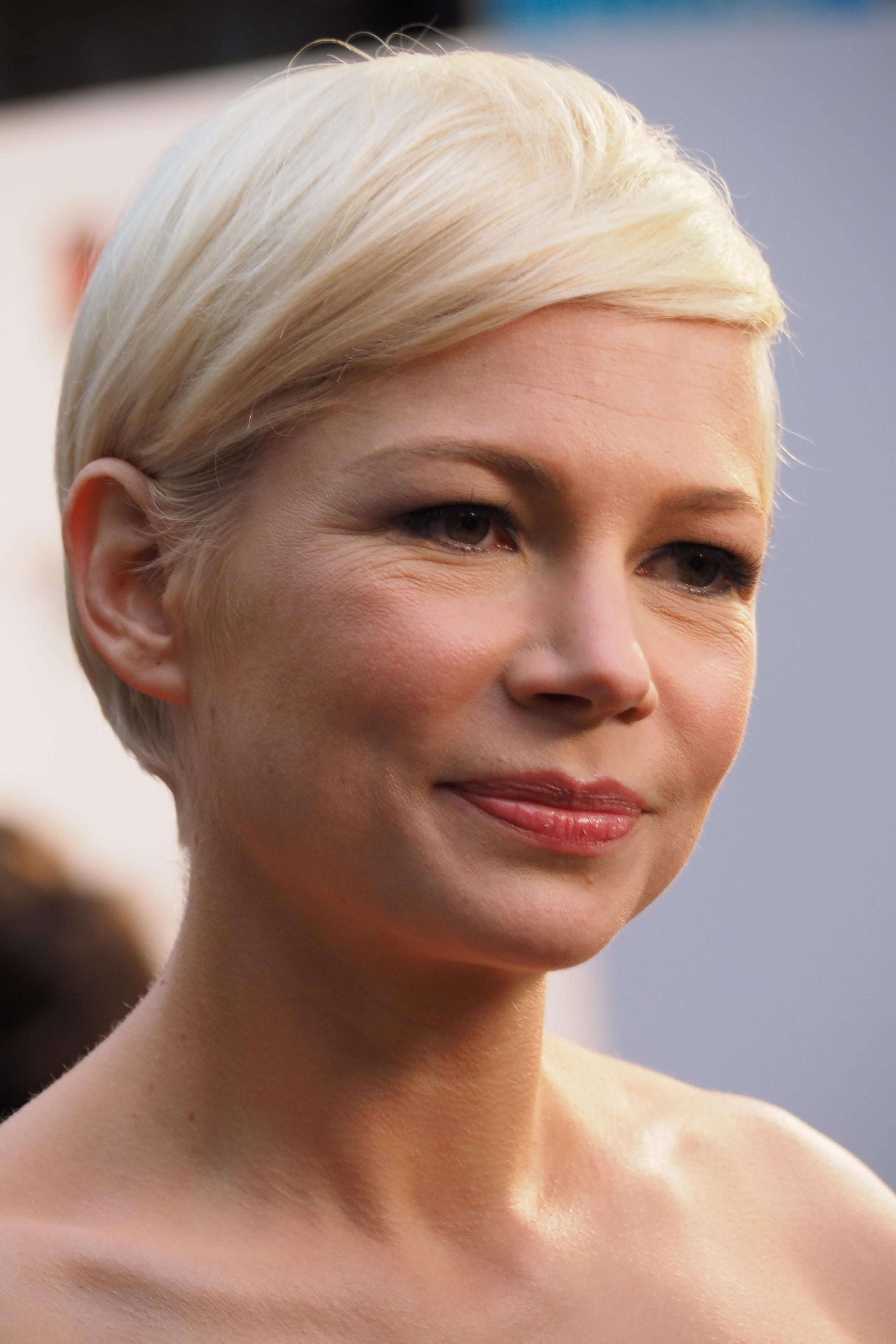
Williams (2016)

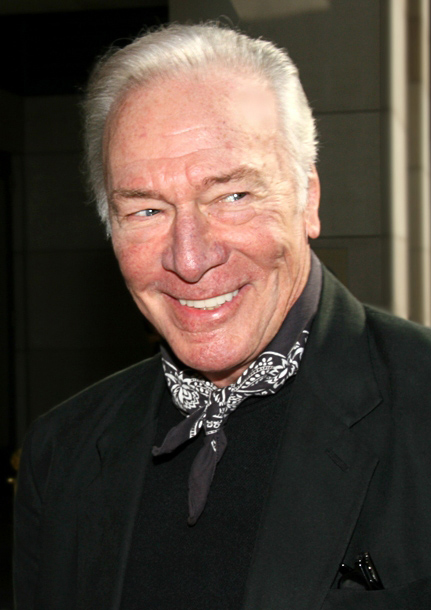
Plummer (2007)

| Aktor                    | Postać                      |
| ------------------------ | --------------------------- |
| Michelle Williams        | Gail Harris                 |
| Christopher Plummer      | J. Paul Getty               |
| Mark Wahlberg            | Fletcher Chace              |
| Romain Duris             | Cinquanta                   |
| Timothy Hutton           | Oswald Hinge                |
| Charlie Plummer          | John Paul Getty III         |
| Charlie Shotwell         | John Paul Getty III (7 lat) |
| Andrew Buchan            | John Paul Getty II          |
| Marco Leonardi           | Mammoliti                   |
| Giuseppe Bonifati        | Giovanni Iacovoni           |
| Nicolas Vaporidis        | Il Tamia 'Chipmunk'         |
| Andrea Piedimonte Bodini | Corvo                       |
| Guglielmo Favilla        | Piccolino                   |
| Nicola Di Chio           | kierowca porywaczy          |
| Adele Tirante            | Maria                       |

## Premiera
Premiera filmu miała miejsce 8 marca 2019 w kinie Samuel Goldwyn Theater w Beverly Hills. W amerykańskich kinach, zarówno w USA jak i w Polsce, pojawił się 22 marca tego samego roku.

## Odbiór

### Box office
Budżet filmu jest szacowany na 50 milionów dolarów. W Stanach Zjednoczonych i Kanadzie film zarobił ponad 25 mln USD. W innych krajach przychody wyniosły blisko 32 mln, a łączny przychód z biletów 57 milionów dolarów.

### Krytyka w mediach
Film spotkał się z pozytywną reakcją krytyków. W agregatorze recenzji Rotten Tomatoes 79% z 252 recenzji jest pozytywne, a średnia ocen wystawionych na ich podstawie wyniosła 7,00. Z kolei w agregatorze Metacritic średnia ważona ocen z 47 recenzji wyniosła 72 punktów na 100.

### Nagrody i nominacje
Christopher Plummer został nominowany za swoją rolę nominowany do Oscara, Złotego Globu i nagrody BAFTA, poza tym nominowani do Globów byli także Ridley Scott i Michelle Williams.